# Cello8ctet Amsterdam
Cello Octet Amsterdam is een Nederlands ensemble dat bestaat uit acht cellisten. Het octet werd in 1989 opgericht onder de naam Conjunto Ibérico door Elias Arizcuren. Hij was tot 21 oktober 2008 de vaste dirigent. Andere dirigenten die het ensemble hebben geleid, zijn Jurjen Hempel, Bas Wiegers en Lucas Vis. Tegenwoordig speelt het ensemble zonder dirigent.
Cello Octet Amsterdam is het enige vaste ensemble in deze samenstelling ter wereld. Er is dan ook weinig origineel repertoire voor een bezetting van acht celli. Daarom speelt het octet stukken die speciaal voor hen werden geschreven, naast bewerkingen van bestaande stukken. Componisten die voor het octet hebben geschreven, zijn onder anderen Terry Riley, Mauricio Kagel, Arvo Pärt, Theo Loevendie, Franco Donatoni en Luciano Berio. Het repertoire omvat inmiddels meer dan 100 werken.
Het ensemble speelde naast Nederland onder meer in de Verenigde Staten, Mexico, Brazilië, Spanje, Duitsland, Engeland (Wigmore Hall in Londen), Frankrijk, Italië, Polen en Kroatië. Het octet heeft 20 cd's opgenomen.

## Bezetting
- Sanne Bijker
- Claire Bleumer
- Sanne van der Horst
- Rares Mihailescu
- René van Munster
- Alistair Sung
- Esther Torrenga
- Genevieve Verhage

Eerdere bezetting (2002):
- Atie Aarts
- Hanneke van de Bund
- Inge Grevink
- Christiann Van Hermet
- Esther Iglesias
- Robert Putowski
- Artur Trajko
- Esmé de Vries